# Arichanna
Arichanna är ett släkte av fjärilar som beskrevs av Moore 1868. Arichanna ingår i familjen mätare.

## Bildgalleri

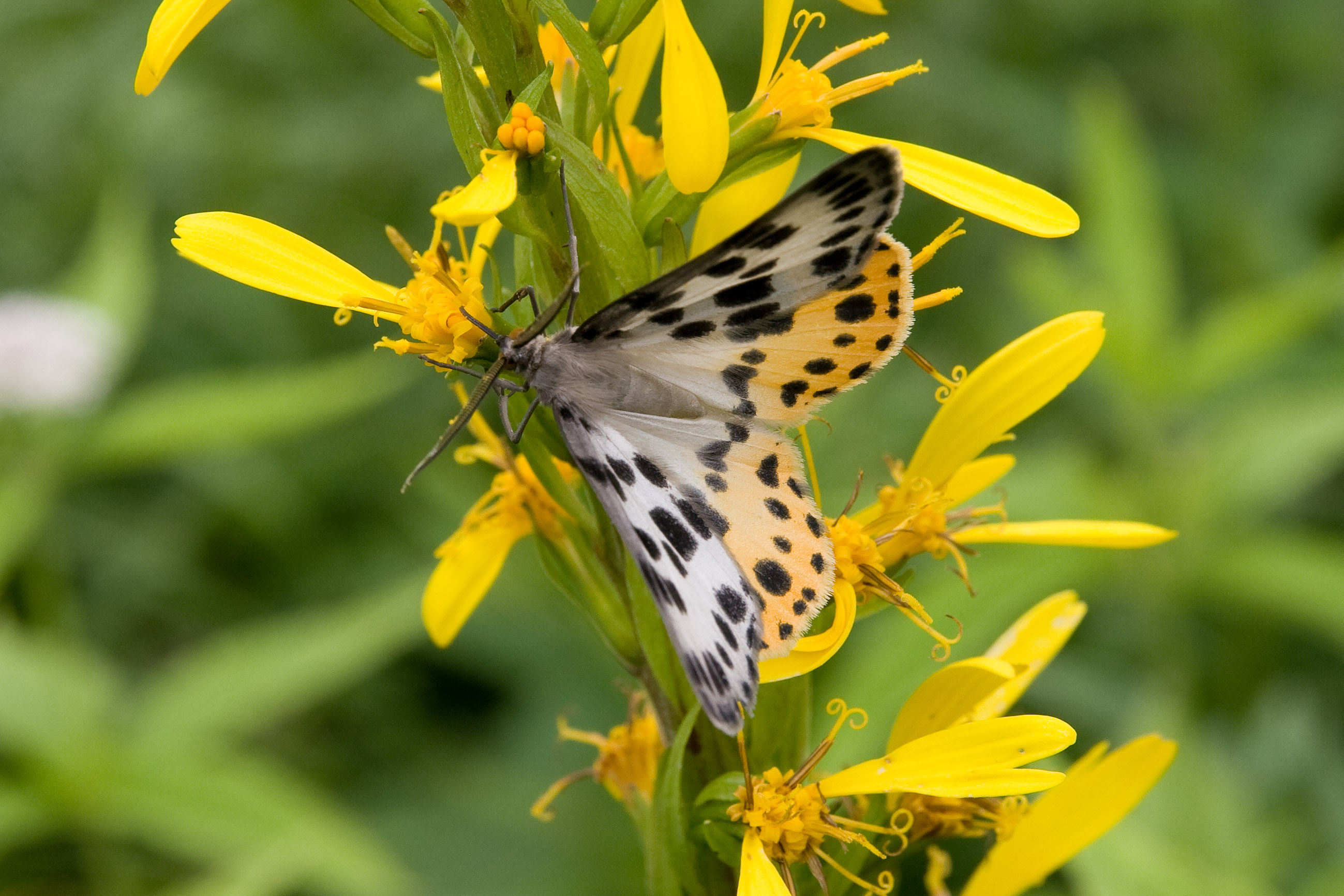
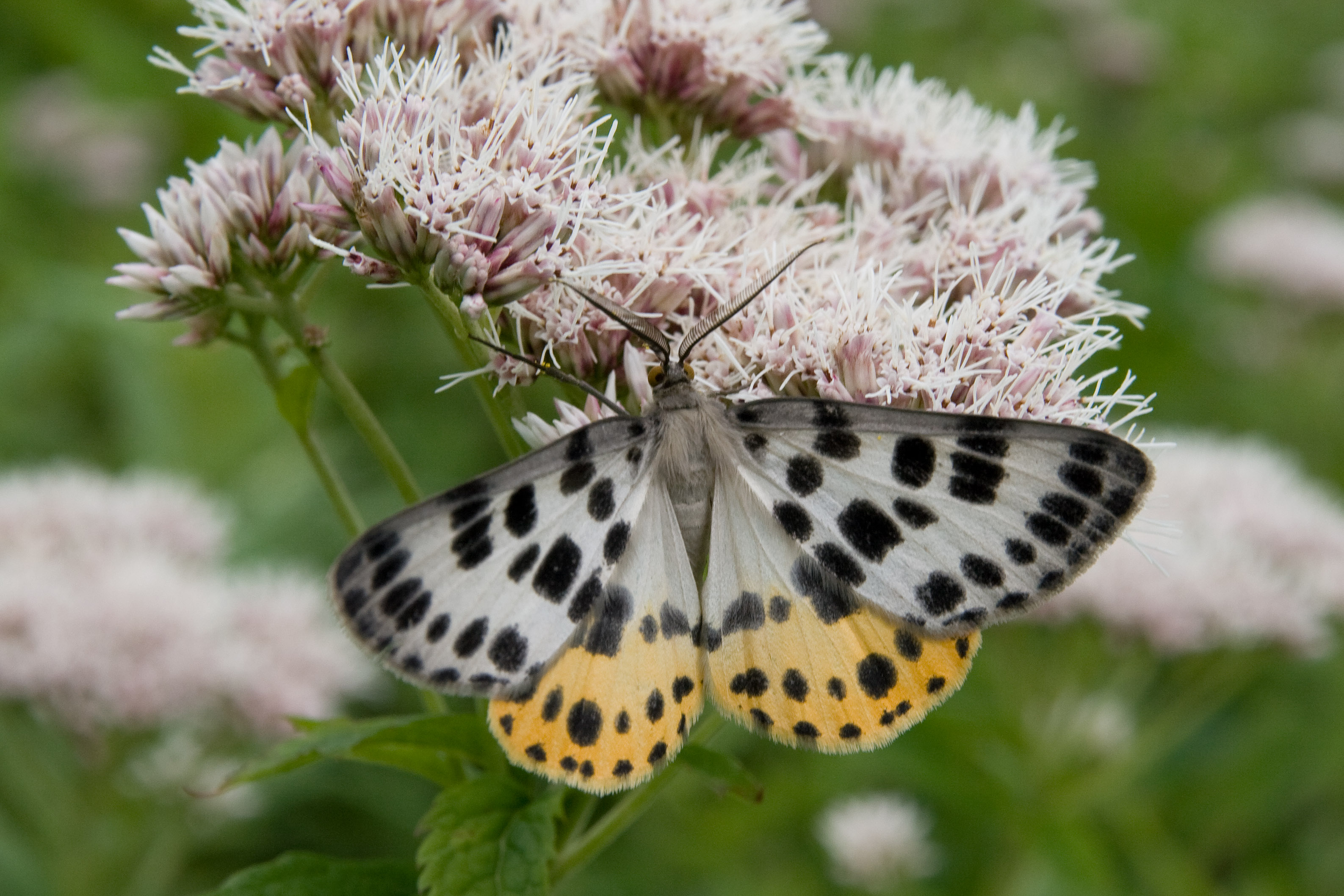
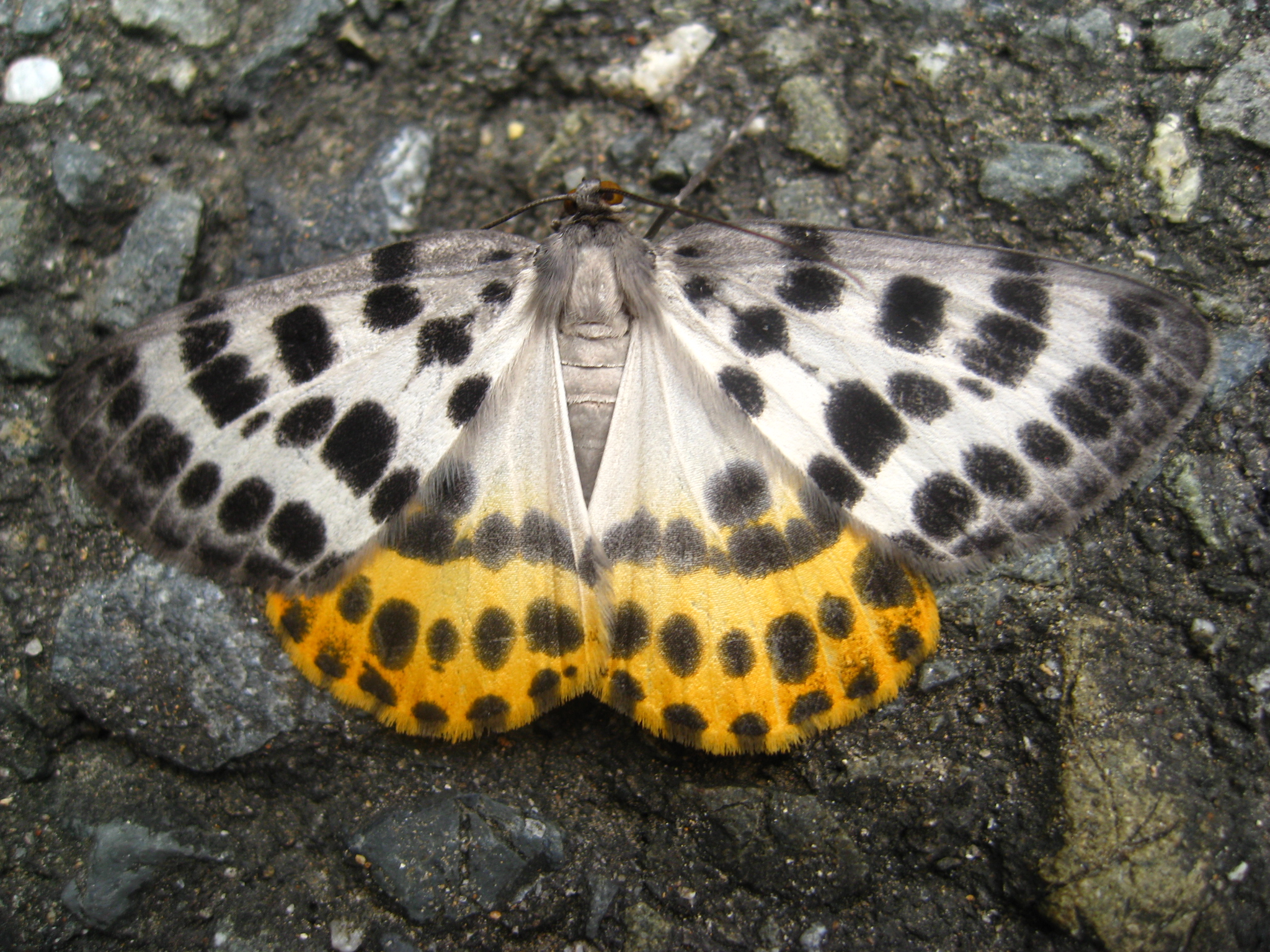
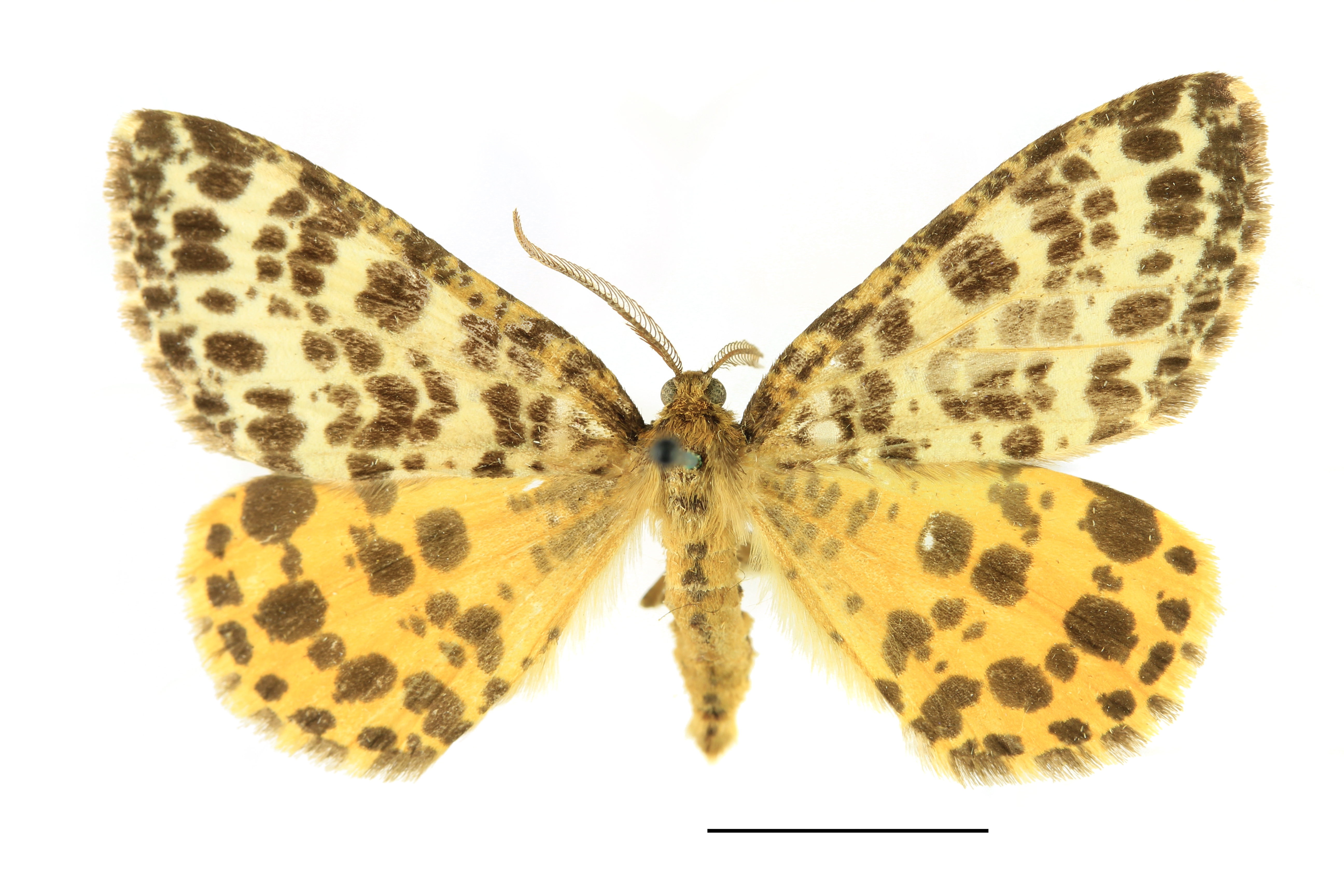
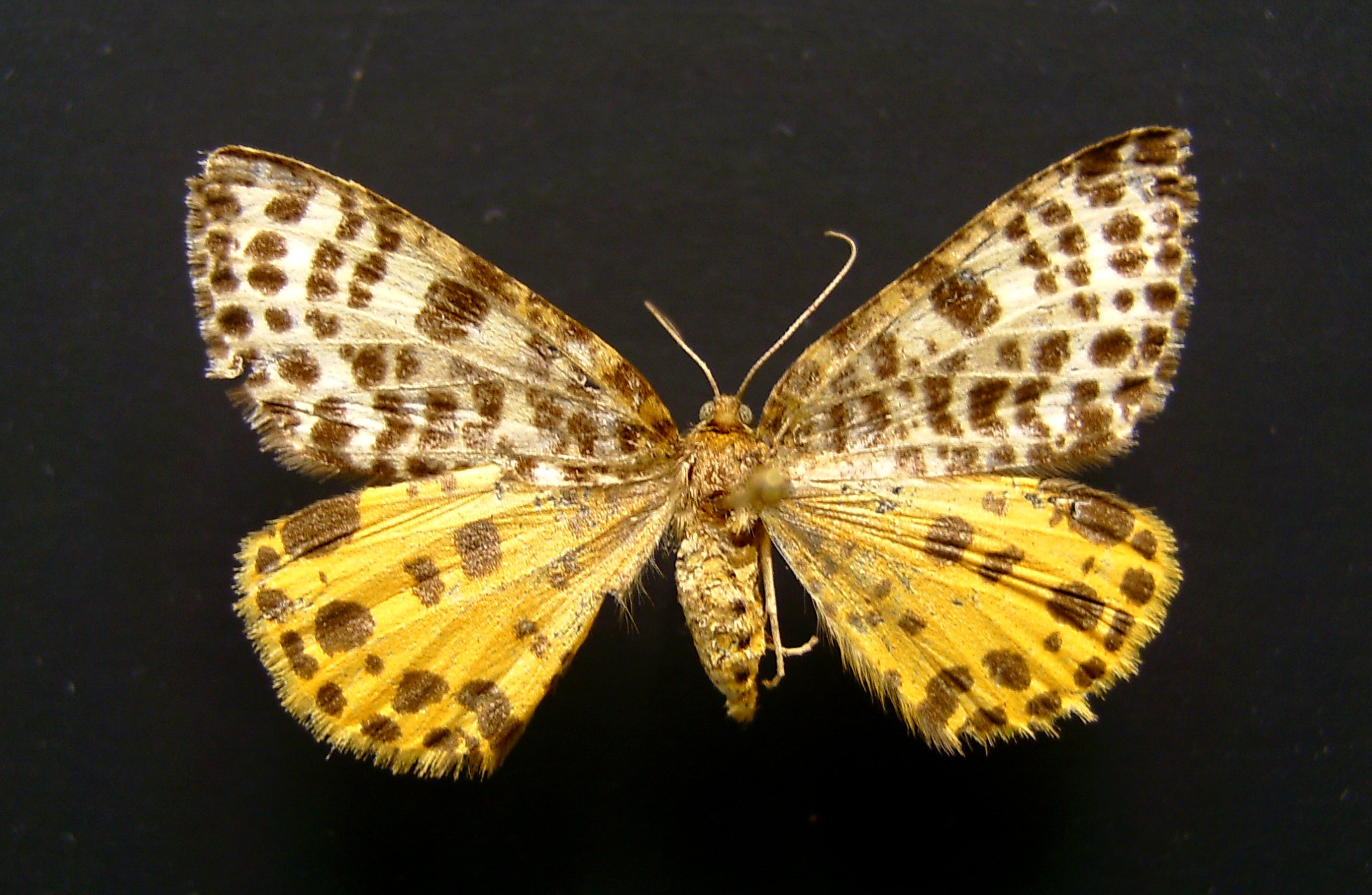
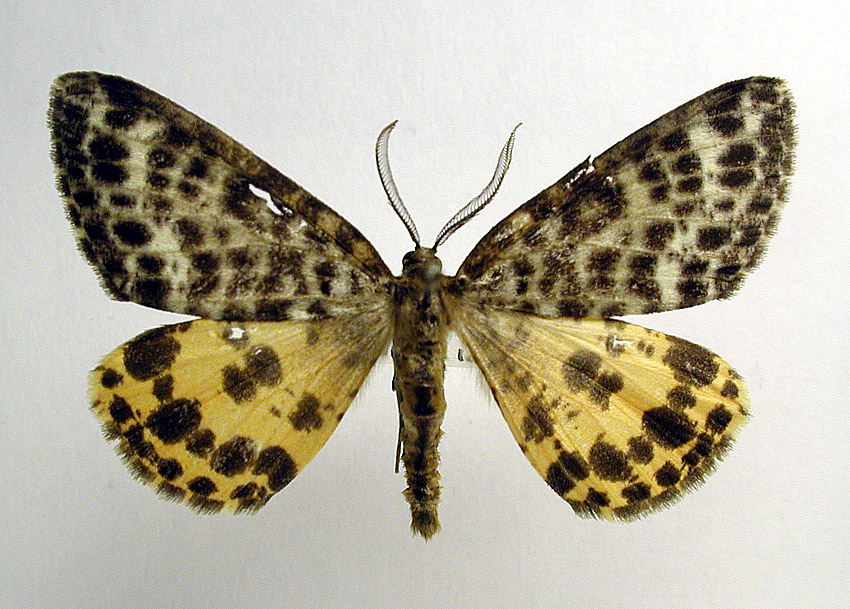

## Dottertaxa tillArichanna, i alfabetisk ordning[1][2]
- Arichanna aciculata
- Arichanna adjuncta
- Arichanna albivertex
- Arichanna albomacularia
- Arichanna albovittata
- Arichanna amoena
- Arichanna anthracia
- Arichanna antiplasta
- Arichanna aphanes
- Arichanna arfaca
- Arichanna askoldinaria
- Arichanna barteli
- Arichanna bifracta
- Arichanna biquadrata
- Arichanna chiachiaria
- Arichanna clavaria
- Arichanna commixta
- Arichanna confluens
- Arichanna confusaria
- Arichanna consocia
- Arichanna conspersa
- Arichanna cuneata
- Arichanna curvaria
- Arichanna decolorata
- Arichanna deminuta
- Arichanna diffusaria
- Arichanna ditetragona
- Arichanna diversicolor
- Arichanna divisaria
- Arichanna epiphanes
- Arichanna eucosme
- Arichanna exsoletaria
- Arichanna filipjevi
- Arichanna flavinigra
- Arichanna flavomacularia
- Arichanna flavosparsa
- Arichanna flavovenaria
- Arichanna fraterna
- Arichanna fumigata
- Arichanna furcifera
- Arichanna gaschkevitchii
- Arichanna geniphora
- Arichanna hamiltonia
- Arichanna hanseni
- Arichanna haunghui
- Arichanna himalayensis
- Arichanna hummeli
- Arichanna imitata
- Arichanna interplagata
- Arichanna interruptaria
- Arichanna jaguararia
- Arichanna jaguarinaria
- Arichanna lacista
- Arichanna lapsariata
- Arichanna lateraria
- Arichanna leucocirra
- Arichanna leucorhabdos
- Arichanna luciguttata
- Arichanna maculata
- Arichanna maculosa
- Arichanna magna
- Arichanna malescripta
- Arichanna marginata
- Arichanna melanaria
- Arichanna mesolepta
- Arichanna molossaria
- Arichanna negans
- Arichanna nigricaria
- Arichanna ochrivena
- Arichanna olivescens
- Arichanna olivina
- Arichanna pallidaria
- Arichanna percontraria
- Arichanna perflava
- Arichanna pergracilis
- Arichanna perimelaina
- Arichanna picaria
- Arichanna plagifera
- Arichanna plagiogramma
- Arichanna postflava
- Arichanna praeolivina
- Arichanna prodictyota
- Arichanna pryeraria
- Arichanna ramosa
- Arichanna refracta
- Arichanna rubrifusa
- Arichanna rubrivena
- Arichanna similaria
- Arichanna sinica
- Arichanna sordida
- Arichanna sparsa
- Arichanna striata
- Arichanna subaenescens
- Arichanna subalbida
- Arichanna subolivacea
- Arichanna subtilis
- Arichanna taiwanica
- Arichanna tatsienlua
- Arichanna tenebraria
- Arichanna tetrica
- Arichanna tientsuena
- Arichanna tramesata
- Arichanna transectata
- Arichanna transfasciata
- Arichanna tula
- Arichanna undularia
- Arichanna violacea